# Венчак Олег Васильович
Олег Васильович Венчак (нар. 25 січня 1978, с. Глухівець, Миколаївський район (Львівська область), УРСР) — український футболіст, воротар. Зараз тренер воротарів у клубі «Карпати» (Львів).

## Життєпис
У 1995 році розпочав професіональну кар'єру в клубі «Скала» зі Стрия. Клуб виступав у Другій лізі. У 1999 році виступав за аматорську команду «Енергетик» з Добротвора.
Взимку 1999 року перейшов у львівські «Карпати». В основному виступав за «Карпати-2». В основі дебютував 20 червня 2000 року в матчі проти тернопільської «Ниви» (0:1), Венчак вийшов на 67 хвилині замість Богдана Стронціцького. Всього за основу «Карпат» провів 3 матчі і пропустив 4 м'ячі. Також Венчак взяв участь у прощальному матчі Богдана Стронціцького в серпні 2002 року.
У березні 2004 року перейшов на правах вільного агента в білоруський «Гомель», підписавши контракт на півроку. До цього виступав за аматорський колектив «Карпати» з Кам'янки-Бузької. Після того, як покинув «Гомель», виступав у чемпіонаті Львівської області за «Карпати» з міста Турка. Взимку 2005 року побував на перегляді в ужгородському «Закарпатті», але перейшов у хмельницьке «Поділля». Всього в команді у Другій лізі провів 38 матчів і пропустив 64 м'ячі. Взимку 2007 року перейшов «Кримтеплицю» з Молодіжного. У команді став основним воротарем, всього за 2,5 року він зіграв 42 матчі. У листопаді 2008 року за обопільною згодою Олег Венчак покинув клуб.
У липні 2009 року підписав контракт з клубом «Львів». У клубі він провів менше року і зіграв у 4 матчах, які відстояв «на нуль». Навесні 2010 року був у заявці фарм-клубу «Львова», команди «Львів-2», яка виступала у Другій лізі. Потім виступав за аматорський клуб «Куликов» в чемпіонаті Львівської області.
Венчак закінчив Львівський державний університет фізичної культури. Пізніше він працював тренером воротарів у молодіжній та другій команді львівських «Карпат». У березні 2012 року став тренером воротарів основній команді «Карпат».

## Досягнення
- Друга ліга чемпіонату України
  -  Бронзовий призер (1): 1997/98